# Felipe Reyes
Felipe Reyes Cabanás (Cordova, 16 marzo 1980) è un ex cestista spagnolo che giocava nel ruolo di centro nel Real Madrid.

## Carriera
Alto 206 cm per 120 kg, Reyes, prima di trasferirsi alle Merengues, ha militato nell'altra squadra di Madrid, l'Estudiantes.
Con la nazionale spagnola ha vinto i Mondiali 2006 in Giappone. Sempre con la canotta delle "Furie Rosse" ha raggiunto la medaglia di bronzo a Eurobasket 2001 e quella d'argento a Eurobasket 2003.
Suo fratello maggiore Alfonso Reyes è stato anch'egli un giocatore di pallacanestro.
Ha vinto il titolo di MVP della Liga Endesa nella stagione 2014-15.
Il 24 giugno 2021 si ritira dal basket giocato.

## Statistiche

### Eurolega
| Anno       | Squadra     | PG  | PT  | MP   | TC%  | 3P%  | TL%  | RP  | AP  | PRP | SP  | PP   |
| ---------- | ----------- | --- | --- | ---- | ---- | ---- | ---- | --- | --- | --- | --- | ---- |
| 2000-2001  | Estudiantes | 12  | 7   | 15,8 | 54,7 | -    | 63,8 | 4,1 | 0,6 | 0,8 | 0,2 | 7,9  |
| 2004-2005  | Real Madrid | 17  | 14  | 22,9 | 39,8 | -    | 56,0 | 7,7 | 1,2 | 1,6 | 0,4 | 6,8  |
| 2005-2006  | Real Madrid | 22  | 22  | 26,5 | 50,7 | -    | 60,6 | 7,5 | 1,4 | 1,1 | 0,3 | 9,8  |
| 2007-2008  | Real Madrid | 19  | 10  | 24,5 | 50,0 | -    | 60,4 | 7,1 | 0,9 | 1,3 | 0,5 | 12,6 |
| 2008-2009  | Real Madrid | 20  | 15  | 25,6 | 50,0 | 50,0 | 80,0 | 6,5 | 1,0 | 1,2 | 0,1 | 13,4 |
| 2009-2010  | Real Madrid | 14  | 2   | 17,8 | 43,2 | 0,0  | 78,0 | 5,0 | 0,9 | 0,8 | 0,1 | 7,3  |
| 2010-2011  | Real Madrid | 21  | 21  | 19,1 | 42,2 | 20,0 | 83,8 | 5,5 | 0,9 | 0,4 | 0,2 | 8,7  |
| 2011-2012  | Real Madrid | 16  | 0   | 18,5 | 46,8 | -    | 79,3 | 6,3 | 0,6 | 0,6 | 0,2 | 8,4  |
| 2012-2013  | Real Madrid | 29  | 0   | 18,2 | 45,6 | 29,4 | 70,6 | 5,1 | 0,5 | 0,5 | 0,3 | 7,6  |
| 2013-2014  | Real Madrid | 30  | 0   | 16,5 | 46,2 | 30,4 | 85,5 | 4,8 | 0,7 | 0,3 | 0,2 | 9,1  |
| 2014-2015† | Real Madrid | 30  | 20  | 19,1 | 50,2 | 29,4 | 81,4 | 5,1 | 1,0 | 0,5 | 0,3 | 10,7 |
| 2015-2016  | Real Madrid | 26  | 20  | 18,9 | 50,9 | 41,4 | 82,9 | 5,9 | 0,9 | 0,5 | 0,2 | 10,8 |
| 2016-2017  | Real Madrid | 31  | 18  | 12,3 | 47,7 | 33,3 | 82,1 | 2,8 | 0,7 | 0,3 | 0,3 | 5,3  |
| 2017-2018† | Real Madrid | 35  | 7   | 15,5 | 58,2 | 42,9 | 79,3 | 4,3 | 0,8 | 0,2 | 0,2 | 8,4  |
| 2018-2019  | Real Madrid | 23  | 1   | 8,9  | 59,3 | 0,0  | 93,5 | 2,1 | 0,3 | 0,3 | 0,0 | 4,0  |
| 2019-2020  | Real Madrid | 7   | 0   | 8,0  | 42,9 | 20,0 | 83,3 | 1,6 | 0,4 | 0,3 | 0,1 | 3,4  |
| 2020-2021  | Real Madrid | 5   | 0   | 4,3  | 25,0 | 0,0  | 75,0 | 1,2 | 0,2 | 0,2 | 0,2 | 1,4  |
| Carriera   | Carriera    | 357 | 157 | 17,9 | 48,8 | 32,0 | 74,9 | 5,0 | 0,8 | 0,6 | 0,2 | 8,5  |

## Palmarès

### Club
- Campionato spagnolo: 7

Real Madrid: 2004-05, 2006-07, 2012-13, 2014-15, 2015-16, 2017-18, 2018-19
- Copa del Rey: 7

Estudiantes: 2000
Real Madrid: 2012, 2014, 2015, 2016, 2017, 2020
- Supercoppa spagnola: 6

Real Madrid: 2012, 2013, 2014, 2018, 2019, 2020
- ULEB Cup: 1

Real Madrid: 2006-07
- Eurolega: 2

Real Madrid: 2014-15, 2017-18
- Coppa Intercontinentale: 1

Real Madrid: 2015

### Individuale
- Liga ACB MVP: 2

Real Madrid: 2008-09, 2014-15
- MVP finali Liga ACB: 2

Real Madrid: 2006-07, 2012-13
- All-Euroleague First Team: 1

Real Madrid: 2014-15

### Nazionale
- Europei Juniores: 1

Spagna: 1998
- Mondiali Juniores: 1

Spagna: 1999
- Mondiali: 1

Spagna: 2006